# Robin Hayes
Robert Cannon "Robin" Hayes, född 14 augusti 1945 i Concord i North Carolina, är en amerikansk republikansk politiker. Han representerade delstaten North Carolinas åttonde distrikt i USA:s representanthus 1999–2009.
Hayes utexaminerades 1967 från Duke University. Han förlorade guvernörsvalet i North Carolina 1996 mot Jim Hunt.
Kongressledamot Bill Hefner kandiderade inte till omval i kongressvalet 1998. Hayes vann valet och efterträdde Hefner i representanthuset i januari 1999. Han omvaldes fyra gånger. Han besegrades sedan i kongressvalet i USA 2008 av demokraten Larry Kissell.